# 1767年の相撲
1767年の相撲（1767ねんのすもう）は、1767年の相撲関係のできごとについて述べる。

## 本場所など
- 3月場所（江戸相撲）[1]
  - 興行場所:深川八幡境内
  - 4月13日（旧3月15日）より晴天8日間興行
- 5月場所（大坂相撲）[1]
  - 興行場所:堀江
  - 6月17日（旧5月21日）より晴天10日間興行
- 6月場所（京都相撲）[1]
  - 興行場所:祇園北林
- 8月場所（大坂相撲）[1]
  - 興行場所:難波新地
  - 9月9日（旧8月17日）より興行
- 10月場所（江戸相撲）[2]
  - 興行場所:深川八幡境内
  - 12月1日（旧10月11日）より晴天9日間興行

## 誕生
- 雷電為右衛門